# Arthur R. Callender
Arthur R. ("Pecky") Callender (mort în 1936), inginer și arhitect, prieten de mult cu Howard Carter, anterior anului 1922 funcționar al căilor ferate egiptene, de unde s-a retras în 1920.
A fost chemat să se unească expediției „Carter-Carnarvon” cu ocazia descoperirii mormântului lui Tutankhamon (KV62 din Valea Regilor, în Egipt). S-a unit membrilor expediției la sfârșitul lui noiembrie 1922.
Experiența sa profesională a fost absolut necesară în timpul fazelor de desfacere a scrinilor de lemn aurit care acopereau sarcofagele antropomorfice, în care se afla mumia lui Tutankhamon.